# Катастрофа Як-40 в Новгороде
Катастрофа Як-40 в Новгороде — авиационная катастрофа, произошедшая в среду 22 октября 1975 года. Авиалайнер Як-40 авиакомпании «Аэрофлот» выполнял рейс Л-98 по маршруту Сыктывкар — Вологда — Ковалёво — Новгород — Рига, но при заходе на посадку в аэропорту Новгорода лайнер ушёл на запасной аэропорт в Ковалёвский аэропорт Смольное. При повторном заходе на посадку лайнер врезался в жилой дом в Привокзальном районе города. В катастрофе погибли 11 человек — все 6 человек на борту самолёта (2 пассажира и 4 члена экипажа) и 5 человек в жилом доме; также ранения получили 8 человек (в жилом доме).

## Самолёт
Як-40 (регистрационный номер СССР-87458, заводской 9431736, серийный 36-17) был выпущен Саратовским авиазаводом ориентировочно в сентябре 1974 года и передан МГА СССР, которое 25 сентября того же года направило его в Рижский ОАО Латвийского управления гражданской авиации. Оснащён тремя турбореактивными двигателями АИ-25 производства ЗМКБ «Прогресс» имени А. Г. Ивченко. На день катастрофы совершил 1500 циклов «взлёт-посадка» и налетал 2002 часа.

## Экипаж
Состав экипажа рейса Л-98 был из 106-го лётного отряда, в состав которого входили 4 человек:
- Командир воздушного судна (КВС) — Борис Владимирович Сизов.
- Второй пилот — Олег Анатольевич Корженко.
- Бортмеханик — Николай Степанович Велесов.

В салоне самолёта работала стюардесса Светлана Ивановна Максимова.

## Хронология событий
Як-40 борт СССР-87458 выполнял рейс Л-98 из Сыктывкара в Ригу с промежуточными посадками в Вологде и Новгороде. Вылетев из Вологды после промежуточной посадки, рейс 098 взял курс на Новгород, на его борту находились 23 человека (4 члена экипажа и 19 пассажиров). Но на маршруте в это время погодные условия были ниже минимума, в связи с чем экипаж был вынужден уйти на запасной аэродром Смольное (посёлок Ковалёво), где приземлился в 12:54. Далее 17 пассажиров пересели на другой рейс, а на борту рейса 098 остались 2 пассажира — рядовой Советской армии и инженер, направлявшийся в командировку. После улучшения погоды в Новгороде, в 16:26 рейс Л-98 вылетел из Смольного и после набора высоты занял эшелон FL110 (3350 метров).
В 16:41 экипаж рейса 098 связался с диспетчером аэропорта Новгорода и доложил расчётное время прибытия, а также попросил включить привода ОСП, в ответ авиадиспетчер передал пилотам рейса 098 сведения о погоде — ясно, ветер слабый восточный (азимут 110°), давление 777 мм рт. ст., видимость 2300 метров, прогнозируется облачность с нижней границей 200 метров и видимость менее 2000 метров. Но на самом деле это был прогноз 52-минутной давности, тогда как над городом в это время уже стоял туман и к тому же светотехническое освещение аэропорта Новгорода, несмотря на приближающийся закат, не было включено. Сам экипаж рейса 098 в нарушение установленной схемы захода на посадку при фактических метеоусловиях начал заходить на посадку с прямой по ОСП.
По данным бортовых самописцев, около 16:45 рейс 098 снизился до 500 метров, после чего в 16,5 километрах от ВПП были выпущены шасси. В 12,5 километрах от ВПП экипаж начал осуществлять снижение с высоты 500 метров с вертикальной скоростью 4-5 м/с, пока в 7,5 километрах от ВПП не занял высоту 200-230 метров. Когда до взлётной полосы оставалось 5,5 километров, из-за значительного уклонения вправо от линии посадочного курса стрелка радиокомпаса отклонилась, но пилоты ошибочно решили, что самолёт пролетел ДПРМ (вошёл в посадочную глиссаду) и продолжили снижение. Через километр пилоты довыпустили закрылки с 20 до 35°, а затем пересекли высоту 100 метров (высота принятия решения), при этом потянув штурвалы «на себя», тем самым снизив вертикальную скорость до 1,5-2 м/с. В 16:50 летевший по посадочному курсу 185° в густом тумане с видимостью 50-100 метров лайнер прошёл траверз ДПРМ на высоте 80 метров и с уклонением вправо на 550 метров продолжал снижение, находясь при этом над жилыми районами.
В 16:53 летевший на высоте 20 метров и в 340 метрах правее линии посадочного курса рейс Л-98 на скорости 200-240 км/ч вылетел из тумана и почти сразу врезался стойками шасси и правой консолью крыла в крышу дома №4 (типография) на проспекте Карла Маркса, от удара часть правой плоскости крыла оторвалась. Резко перейдя в правый крен и быстро теряя высоту, лайнер перелетел проспект Карла Маркса и врезался в стоящий напротив 4-этажный жилой дом №3 между вторым и третьим этажами.
В результате катастрофы авиалайнер полностью разрушился и сгорел, все находившиеся на его борту 6 человек погибли. У здания типографии была повреждена кровля, а у жилого дома разрушились перекрытия со второго по четвёртый этажи. Возникший пожар охватил часть дома, а также расположенные рядом деревья и проезжавший автомобиль. Погибли 4 жильца дома, в том числе 7-летний ребёнок (дом был наполовину пуст, так как был разгар рабочего дня); ещё 9 человек, включая прохожих, были госпитализированы (7 с ожогами, 1 с переломом основания черепа и 1 с сотрясением мозга). Через 3 дня (25 октября) в больнице от ожогов скончалась ещё одна жительница дома. Всего в катастрофе погибли 11 человек — все 4 члена экипажа и 2 пассажира на борту самолёта и 5 жильцов дома.

## Расследование
По результатам расследования были выявлены грубые нарушения в метеообеспечении полёта; в частности, за 40 минут до катастрофы с БПРМ руководителем полётов был снят наблюдатель, из-за чего ухудшающаяся в данном районе погода не фиксировалась и данных о значении видимости на БПРМ не было. Экипаж рейса 098 получил сведения о фактической погоде, которая была за час до катастрофы, а имеющиеся ориентиры видимости не отвечали требованиям, как и не отвечала требованиям диспетчерская башня аэропорта Новгорода. Также отсутствовало взаимодействие между авиадиспетчером и АМСГ (авиационная метеостанция), из-за чего синоптик не знал о прибытии данного самолёта. Часовые прогнозы об ухудшении или улучшении погоды отсутствовали, а шар-пилоты не запускались. Также диспетчер на башне вообще не контролировал полёт рейса 098 по радиолокатору и не обратил внимания, что пилоты нарушили установленную схему захода на посадку, заходя по прямой. Сами пилоты не могли определить своего положения по наземным ориентирам, так как, по показаниям очевидцев, в это время стоял густой туман, и лишь перед самым столкновением самолёт вышел из тумана в зону ясной погоды с дымкой.

Основная причина лётного происшествия — преждевременное снижение самолёта экипажем в тумане в нарушение установленной схемы захода и своего минимума.

Сопутствующие причины — нарушения в управлении воздушным движением со стороны руководителя полётов и диспетчера КДП, а также наличие недостатков в метеообеспечении полётов.— Выводы комиссии

## Последствия катастрофы
После катастрофы жилой дом №3 был реконструирован в административное здание. Также катастрофа рейса 098 подняла вопрос об опасности находившегося рядом с жилыми массивами аэропорта Новгорода, из-за чего заходящие на посадку самолёты часто пролетали непосредственно над городом.
В 1976 году было решено перенести гражданский аэропорт на военный аэродром Кречевицы, где бы совместно базировались военная и гражданская авиация. Однако начавшееся строительство было прекращено в 1987 году из-за недостатка финансирования.
Вновь к вопросу о переносе аэропорта городские власти вернулись в 2006 году. В результате в Кречевицах взлётно-посадочная полоса была удлинена на 500 метров и началось строительство пассажирского терминала. По данным на 2012 год, строительство было приостановлено из-за вопросов собственности земли. Сам аэропорт Новгород прекратил свою работу в 2002 году.